# Chalepoxenus tarbinskii
Chalepoxenus tarbinskii är en myrart som först beskrevs av Arnol'di 1976.  Chalepoxenus tarbinskii ingår i släktet Chalepoxenus och familjen myror. IUCN kategoriserar arten globalt som sårbar. Inga underarter finns listade i Catalogue of Life.